# Teodosio (metropolita di Mosca)
Teodosio in russo Феодосий? (... – Mosca, 1475) è stato un monaco cristiano russo, metropolita di Mosca dal 1461 al 1464.
Nel 1454, mentre deteneva la carica di archimandrita del monastero di Čudov, fu nominato arcivescovo della città di Rostov. Dopo la morte di Iona, così come quest'ultimo aveva lasciato disposto, fu eletto al seggio di metropolita.
Il pontificato di Feodosij determinò un ulteriore avanzamento verso l'indipendenza della Chiesa ortodossa russa nei confronti del Patriarcato di Costantinopoli. Fu infatti il primo Metropolita ad essere nominato dal Gran Principe di Moscovia, al tempo Basilio II di Russia, in rappresentanza dell'imperatore bizantino.
Sin dai primi giorni della propria carica, Feodosij decise di sradicare i vizi dei preti ed educare il clero. Il suo obiettivo non era quello di farli diventare veri pastori (poiché erano in grande maggioranza quasi analfabeti) ma impedire che confondessero e allontanassero i fedeli dai principi dell'ortodossia con i loro discutibili e dissoluti stili di vita. La carica di prete, che solitamente si trasmetteva da padre in figlio, non dispensava infatti gli uomini che la ricoprivano dal lavoro né impediva che essi si unissero agli svaghi del popolo.
I tentativi di riforma di Feodosij fallirono. Quando iniziò a vagliare i preti e a cacciare dal servizio coloro che riteneva indegni, molte parrocchie rimasero senza guide religiose. I fedeli, in difesa dei propri parroci, cominciarono inoltre a mostrare apertamente il loro scontento. Feodosij decise allora di dimettersi dalla carica e si ritirò nel Monastero di Čudov dopo solo tre anni dalla sua nomina a Metropolita.